# Cryptoperla dui
Cryptoperla dui is een steenvlieg uit de familie Peltoperlidae. De wetenschappelijke naam van de soort is voor het eerst geldig gepubliceerd in 2005 door Sivec.